# Центрування (технологічна операція)
Центрува́ння — технологічна операція, яка передбачає свердління центрових отворів на торцях вала. При центруванні використовується спеціальне центрувальне свердло. Центрові отвори використовуються як база у подальшій обробці.

## Застосування
Центрові отвори в деталях типу валів є базою для ряду операцій: обточування, нарізання різі, шліфування, нарізання шліців тощо, а також для правки та перевірки виготовлених деталей. По центрувальних отворах проводять ремонтні роботи. Беручи до уваги важливість центрувальних отворів при багатократному використанні, їх  виготовляють із запобіжним конусом, щоб отвір не пошкодився.
Типи та розміри центрових отворів обирають за ГОСТ 14034-74 в залежності від діаметра заготовки (див. таблицю).
| Діаметр заготовки, мм | Розміри центрового отвору, мм | Розміри центрового отвору, мм |
| Діаметр заготовки, мм | D                             | d                             |
| --------------------- | ----------------------------- | ----------------------------- |
| 5...8                 | 2,5                           | 1,0                           |
| 8...12                | 4,0                           | 1,5                           |
| 12...20               | 5,0                           | 2,0                           |
| 20...30               | 6,0                           | 2,5                           |
| 30...50               | 7,5                           | 3,0                           |
| 50...80               | 10,0                          | 4,0                           |
| 80...120              | 12,5                          | 5,0                           |

На практиці частіше за все використовують центри верстатів, які як правило мають кут 60°, тому і отвори в заготовках роблять під 60°. При обробці великих, тяжких деталей цей кут збільшують до 75°, 90°. Центр верстата повинен дотикатися лише по поверхні конуса.

## Технологія
Існує дві технології центрування. Перша технологія передбачає використання двох інструментів: спірального свердла яким свердлиться отвір малого діаметра, та зенківки яка утворює конічну поверхню. Друга технологія передбачає використання одного комбінованого свердла, яке називається центрувальне свердло. Ці операції виконуються на свердлильних, токарних та токарно-револьверних верстатах, а у масовому виробництві на спеціальних центрувальних верстатах, або на фрезерно-центрувальних верстатах. При центруванні на фрезерно-центрувальних верстатах, торці валу спочатку фрезеруються, а потім центруються.